# Liga Mistrzyń siatkarek (2018/2019) – kwalifikacje
Liga Mistrzyń (2018/2019) – kwalifikacje (oficjalna nazwa: 2019 CEV Volleyball Champions League - Women) – 9 drużyn walczy w trzech rundach, aby uzyskać awans do fazy grupowej.

## System rozgrywek
Kwalifikacje Ligi Mistrzyń w sezonie 2018/2019 składa się z trzech rund.
- Faza kwalifikacyjna play-off: 9 drużyn podzielono na pary w pierwszych trzech rundach toczonych w systemie pucharowym. Dwie drużyny uczestniczą w I rundzie, pozostałe rozpoczynają rozgrywki od II rundy. W poszczególnych parach każda drużyna rozgrywała mecz i rewanż. Zwycięzcy poszczególnych par awansują do kolejnej rundy. Zwycięzcy par trzeciej rundy awansują do fazy grupowej Ligi Mistrzów. Przegrane drużyny z wszystkich trzech rund są relegowane do 1/16 finału Pucharu CEV.

## Drużyny uczestniczące

### Podział miejsc w rozgrywkach
W sezonie 2017/2018 kwalifikacji Ligi Mistrzyń wzięło udział 9 zespołów z 9 federacji siatkarskich zrzeszonych w CEV. Liczba drużyn uczestniczących w Lidze Mistrzyń ustalona została na podstawie rankingu CEV dla europejskich rozgrywek klubowych.
- UVC Holding Graz
- ŽOK Bimal-Jedinstvo Brčko
- SK UP Ołomuniec
- ASPTT Miluza
- Sliedrecht Sport
- Allianz MTV Stuttgart
- Budowlani Łódź
- CS Volei Alba Blaj
- Linamar Békéscsabai RSE

## Rozgrywki

### I runda
awans do kolejnej rundy
| Data       | Godz. | Drużyna 1        | Wynik | Drużyna 2        | 1     | 2     | 3     | 4 | 5 | Widzów | *     |
| ---------- | ----- | ---------------- | ----- | ---------------- | ----- | ----- | ----- | - | - | ------ | ----- |
| 10.10.2018 | 20:25 | UVC Holding Graz | 0:3   | Sliedrecht Sport | 13:25 | 14:25 | 17:25 |   |   | 800    | 1-301 |
| 17.10.2018 | 19:30 | UVC Holding Graz | 0:3   | Sliedrecht Sport | 12:25 | 9:25  | 14:25 |   |   | 912    | 1-302 |

### II runda
awans do kolejnej rundy
| Data       | Godz. | Drużyna 1                 | Wynik | Drużyna 2             | 1     | 2     | 3     | 4     | 5     | Widzów | *     |
| ---------- | ----- | ------------------------- | ----- | --------------------- | ----- | ----- | ----- | ----- | ----- | ------ | ----- |
| 24.10.2018 | 18:00 | SK UP Ołomuniec           | 2:3   | CS Volei Alba Blaj    | 25:23 | 16:25 | 24:26 | 27:25 | 13:15 | 850    | 2-301 |
| 30.10.2018 | 18:00 | SK UP Ołomuniec           | 0:3   | CS Volei Alba Blaj    | 25:27 | 20:25 | 23:25 |       |       | 1700   | 2-302 |
| 24.10.2018 | 19:30 | Sliedrecht Sport          | 0:3   | Allianz MTV Stuttgart | 14:25 | 22:25 | 19:25 |       |       | 860    | 2-303 |
| 31.10.2018 | 19:00 | Sliedrecht Sport          | 0:3   | Allianz MTV Stuttgart | 7:25  | 12:25 | 22:25 |       |       | 1485   | 2-304 |
| 23.10.2018 | 19:00 | ŽOK Bimal-Jedinstvo Brčko | 1:3   | ASPTT Miluza          | 15:25 | 18:25 | 29:27 | 19:25 |       | 450    | 2-305 |
| 31.10.2018 | 20:00 | ŽOK Bimal-Jedinstvo Brčko | 0:3   | ASPTT Miluza          | 21:25 | 20:25 | 23:25 |       |       | 2200   | 2-306 |
| 25.10.2018 | 17:00 | Linamar Békéscsabai RSE   | 1:3   | Budowlani Łódź        | 25:20 | 22:25 | 23:25 | 18:25 |       | 1700   | 2-307 |
| 31.10.2018 | 18:00 | Linamar Békéscsabai RSE   | 0:3   | Budowlani Łódź        | 23:25 | 20:25 | 17:25 |       |       | 755    | 2-308 |

### III runda
awans do fazy grupowej
| Data              | Godz. | Drużyna 1          | Wynik | Drużyna 2             | 1     | 2     | 3     | 4     | 5     | Widzów | *     |
| ----------------- | ----- | ------------------ | ----- | --------------------- | ----- | ----- | ----- | ----- | ----- | ------ | ----- |
| 07.11.2018        | 18:00 | CS Volei Alba Blaj | 3:1   | Allianz MTV Stuttgart | 25:18 | 25:20 | 17:25 | 28:26 |       | 1700   | 3-301 |
| 13.11.2018        | 19:00 | CS Volei Alba Blaj | 0:31  | Allianz MTV Stuttgart | 19:25 | 17:25 | 11:25 |       |       | 1450   | 3-302 |
| 07.11.2018        | 18:00 | Budowlani Łódź     | 3:1   | ASPTT Miluza          | 27:25 | 29:27 | 22:25 | 25:17 |       | 1300   | 3-303 |
| 13.11.2018        | 20:00 | Budowlani Łódź     | 3:2   | ASPTT Miluza          | 23:25 | 25:23 | 16:25 | 25:18 | 15:11 | 1750   | 3-304 |
| 1 złoty set: 7:15 |       |                    |       |                       |       |       |       |       |       |        |       |

## Drużyny zakwalifikowane
| Grupa A               | Grupa C        |
| --------------------- | -------------- |
| Allianz MTV Stuttgart | Budowlani Łódź |